# Erik Uddebom
Erik "Myggan" Uddebom, född 5 juli 1934, är en svensk f.d. kulstötare, diskuskastare och tyngdlyftare. I friidrott tävlade han för Ulvarna och från 1952 för Bromma IF och (efter 1964) Örgryte IS. I tyngdlyftning tävlade han för Hammarby IF.

## Främsta meriter
Erik Uddebom deltog i OS i Melbourne 1956 där han kom sexa i kulstötning och på 14:e plats i diskus. I OS i Rom 1960 blev han utslagen i både kula och diskus.
Vid de första nordiska mästerskapen (NM) 1961 vann han kulstötning och kom trea i diskuskastning.
Svensk mästare blev han åtta gånger i kulstötning och två gånger i diskuskastning under åren 1955-64. Totalt vann han tio guld, nio silver och fyra brons under åren 1954–68, främst representerande Bromma IF. Dessutom vann han SM i tyngdlyftning 1964 och 1965.
Han satte elva svenska rekord i kulstötning mellan 1956 och 1962 (hade kvar det till 1966) och hade också rekordet i diskuskastning 1960-62.
1952 var han med och grundade friidrottsklubben Bromma IF.

## Karriär

### Kulstötning
Uddebom vann sitt första SM i kulstötning 1955 på resultatet 15,74. 
1956 vann han SM igen (15,94). Dessutom satte han svenskt rekord tre gånger. Den 2 september slog han Roland Nilssons rekord från 1952 med fyra cm till 16,68. Den 30 september förbättrade han det till 16,69, och den 6 oktober till 16,72. 1956 var han också med i OS i Melbourne där han kom sexa med 16,65.
Även 1957 såg Uddebom som svensk mästare - 16,45 den här gången. Den 4 september förbättrade också han sitt rekord, till 16,80.
1958 var ett mellanår - inget svenskt rekord, och inget SM-tecken.
1959 vann Uddebom SM på 16,63. Han åstadkom även tre förbättringar av sitt svenska rekord; den 27 augusti 17,02 (först i Sverige över 17 meter!), den 1 september till 17,06 och (till slut) den 11 oktober till 17,09.
Året 1960 vann han SM (17,07) men gjorde dessutom ytterligare två rekordförbättringar i kula, först den 29 maj till 17,11 och sedan den 25 juni till 17,16. Vid OS blev han utslagen ikvalet.
Den 27 september 1961 slog han sitt svenska rekord, med resultatet 17,41. Detta år deltog han även i det första nordiska mästerskapet (NM) i friidrott, varvid han vann kulstötningen med 16,96. Han vann även SM (16,12).
1962 förbättrade han sitt svenska kulrekord en sista gång, nu till 17,67. Rekordet skulle stå sig tills Bengt Bendéus slog det 1966. 
Uddebom kom trea i kulstötning vid NM 1963. Detta år vann han dock SM (17,65).
1964 vann Erik Uddebom SM en sista gång, på 16,64.

### Diskuskastning
Erik Uddebom vann sitt första SM i diskus 1956, med ett kast på 51,00. Han var även med i diskus i OS där han kom på 14:e plats med 48,28.
Den 8 oktober 1960 slog Erik Uddebom Roland Nilssons svenska rekord i diskuskastning från 1954 (54,54) med ett kast på 54,65. Nästan två år senare skulle Lars Haglund slå det. Han tävlade även vid OS i Rom men blev utslagen i kvalet.
Uddebom kom trea i diskuskastning vid NM 1961 (52,87). Detta år vann han SM på 51,37.
Ännu år 1966 deltog han i SM och kom då tvåa efter den nye rekordhållaren Lars Haglund men före Rickard Bruch, blivande världsrekordhållare.

### Tyngdlyftning
1964 vann Uddebom SM i tungvikt på 417,5 kg (tävlande för Hammarby IF). Han vann 1965 SM ännu en gång, den här gången på 425,0 kg.

## Allmänt
Erik Uddebom var med och grundade friidrottsföreningen Bromma IF 1952.
Han blev Stor Grabb nummer 191 år 1956.
Han gjorde 47 landskamper i friidrott mellan 1954 och 1968.
Uddeboms smeknamn "Myggan" var ironiskt menat, då han var en storvuxen person.